# Ibrahim Sesay
Ibrahim Sesay, né le 18 octobre 2004 à Freetown, est un footballeur international sierraléonais. Il joue au poste de gardien de but aux Bo Rangers.

## Biographie

### En club
Le 13 octobre 2021, il signe à Bo Rangers en provenance de l'Est End Tigers.

### En sélection
Il joue son premier match en sélection le 9 octobre 2021, lors d'une rencontre amicale gagnée 1-2 contre la Gambie. Il est ensuite retenu par le sélectionneur John Keister afin de participer à la CAN 2021 organisée au Cameroun. Il est alors le plus jeune joueur sélectionné pour ce tournoi. Il reste sur le banc des remplaçants lors de cette CAN. Avec un bilan de deux nuls et une défaite, la Sierra Leone ne parvient pas à dépasser le premier tour.